# Boron (Korhogo)
Pour les articles homonymes, voir Boron.
Boron  est une localité du Nord de la Côte d'Ivoire, et appartenant au département de Korhogo, région Poro. La localité de Boron est un chef-lieu de commune.